# Wachstumshormonmangel
Von einem Wachstumshormonmangel (Hyposomatotropismus, englisch growth hormone deficiency, abgekürzt GHD) spricht man, wenn das in der Hirnanhangdrüse (Hypophyse) gebildete Wachstumshormon (Growth Hormone oder GH, auch Somatropin oder Somatotropes Hormon oder STH genannt) ungenügend ausgeschüttet wird. In der Folge kommt es bei Kindern und Jugendlichen zu verzögertem Wachstum. Weil Somatropin auch auf den Eiweiß- und Energiehaushalt wirkt, ist gleichzeitig eine verminderte Muskelmasse und eine vermehrte Fettablagerung zu beobachten, die Patienten neigen zu niedrigen Blutzuckerwerten. Dies gilt sowohl bei Kindern wie auch bei Erwachsenen. Durch die Verabreichung von Somatropin wird das Wachstum und der Stoffwechsel normalisiert. Somatropin wirkt im Körper über Insulinähnliche Wachstumsfaktoren (IGF).

## Verbreitung und  Ursachen
Ein Somatropinmangel tritt bei einem von 3000 bis 5000 Kindern auf. Er kann isoliert oder kombiniert mit weiteren Hormonausfällen vorhanden sein, da die Hirnanhangsdrüse mehrere Hormone bildet.
Die Ursachen für einen Mangel sind sehr vielschichtig und können vererbt oder auch erworben sein:
- vererbt:
  - genetisch bedingte Fehlbildung der sekretorischen Zellen
  - genetisch bedingte Strukturänderungen des Hormons (z. B. Kowarski-Syndrom)
  - Rezeptordefekte (z. B. Laron-Syndrom)
- erworben:
  - Geburtskomplikationen
  - Verletzung der Hypophyse/des Hypothalamus infolge von Traumata
  - Schocksyndrome
  - psychosoziale Aspekte
  - Hirntumore (Lorain-Kleinwuchs, nicht mehr gebräuchliche Bezeichnung)[1]

Von idiopathischem Hormonmangel spricht man, wenn die Ursache nicht geklärt werden kann. Somatropinmangel tritt häufig in Kombination mit anderen hypothalamischen/hypophysären Hormonstörungen auf:
- Hypothyreose (Schilddrüsenhormonmangel)
- Überfunktion der Nebennierenrinde (Cushing-Syndrom)
- Mangel an antidiuretischem Hormon (auch ADH oder Adiuretin)

Der Somatropinmangel (hypothalamisch/hypophysär) kann schwer oder leicht sein. Bei hypothalamer Störung kann Somatropin zwar gebildet, aber nicht regulär ausgeschüttet werden, es kommt zur sog. neurosekretorischen Dysfunktion (funktionelle Störung der Ausschüttung). Bei hypophysärer Ursache (Hypophysenvorderlappeninsuffizienz) spricht man von hypophysärem Kleinwuchs oder Nanosomia pituitaria (englisch pituitary dwarfism).

## Krankheitsentstehung
Fehlt Somatropin, so kann das „Überträger-Hormon“ IGF-1 (insulinähnlicher Wachstumsfaktor 1) im Organismus nicht gebildet werden. IGF-1 fördert die Zellteilung in den Knorpelschichten der Wachstumsfugen. Auch bei Zellteilungen der Haut, bei Freisetzen von Fettsäuren aus dem Fettgewebe und bei der Anhebung des Blutzuckers spielt Wachstumshormon eine Rolle.

## Klinische Erscheinungen
Verlangsamtes Wachstum, welches zu Kleinwuchs führt, ist das Leitsymptom. Kinder mit einem Somatropinmangel sind in der Regel proportioniert kleinwüchsig mit einem verzögerten Knochenalter. Sie haben kleine Hände und Füße und in der Regel ein puppenhaftes Gesicht. Die Muskulatur ist nur schwach ausgebildet und die Haut sehr dünn. Erwachsene mit einem seit Kindheit bestehenden Wachstumshormonmangel werden oft nur 120 – 130 cm groß. Bei Ausbleiben der Pubertät kann Wachstum bei fehlendem Wachstumsfugenverschluss auch zur Endgröße im unteren Normbereich führen.
Eine Mikrodontie kann klinische Symptome erzeugen.

## Diagnose
Ergibt sich aus der Vordiagnostik ein begründeter Verdacht auf einen Hormonmangel, werden in der Regel zwei Stimulationstests zur dynamischen Bestimmung des Somatropinspiegels und zur Überprüfung der anderen Hormonachsen durchgeführt. In den meisten kinderendokrinologischen Zentren sind dies der Arginin-Test und der Insulin-Toleranz-Test, zum Teil auch der Clonidin-Test oder der Glucagon-Test. Dabei wird die Hirnanhangdrüse mit dem jeweiligen Mittel stimuliert, um die Ausschüttung von Wachstumshormonen anzuregen. Wenn zwei dieser Tests zeigen, dass diese Ausschüttung ausbleibt beziehungsweise unzureichend ist, gilt der Wachstumshormonmangel als belegt. Ganz selten wird zum Ausschluss einer leichteren Beeinträchtigung der Hormonsekretion (sogenannte neurosekretorische Dysfunktion) zusätzlich noch ein nächtliches Somatropin-Profil im Blut gemessen. Außerdem ist bei nachgewiesenem Mangel eine kernspintomographische Untersuchung der Hirnanhangsdrüse erforderlich.

## Pathologie
Eine Zerstörung der Hirnanhangsdrüse kann durch Tumoren (meist Kraniopharyngeome), Untergang bzw. Zerstörung der Wachstumshormon-bildenden Zellen im Vorderlappen der Hirnanhangsdrüse durch Sauerstoffmangel beispielsweise bei der Geburt (Beckenendlage) oder Entzündungen im Hirnbereich hervorgerufen werden. Eine Störung im Bereich des Hypothalamus, der für die Regulation der Hormonausschüttung in der Hirnanhangsdrüse verantwortlich ist, kann ebenfalls eine Ursache sein.

## Behandlung
Die Behandlung erfolgt  mit gentechnisch hergestelltem, mit dem menschlichen Hormon identischem Somatropin. Es muss täglich gespritzt werden – eine Darreichung in Form von Tropfen oder Tabletten ist nicht möglich, da das Somatropin durch die Magensäure zerstört werden würde. Neben der ursprünglichen Therapie haben sich seit 2022 langwirksame Wachstumshormone (LAGH, long acting growth hormones) zur Behandlung des Wachstumshormonmangels etabliert. Diese müssen nur noch 1× wöchentlich subkutan injiziert werden. Es stehen verschiedene LAGH-Präparate zur Verfügung. Bei einem davon wird mittels TransCon®-Technologie unmodifiziertes Somatropin an ein Trägermolekül gebunden. Das ermöglicht, die Freisetzung des Wirkstoffs zu kontrollieren: Der Wirkstoff wird verzögert über einen längeren Zeitraum kontinuierlich abgegeben.
In der Regel dauert die Behandlung mehrere Jahre und endet mit dem Schluss der Wachstumsfugen, also dem Abschluss des Körperwachstums.
Man weiß jedoch heute, dass der Mensch nicht nur als Kind, sondern auch im Erwachsenenalter Wachstumshormon produziert. Die Menge nimmt im Laufe des Lebens allmählich ab, erst im fortgeschrittenen Alter liegt eine physiologische Mangelsituation vor. Somatropin spielt nicht nur für das Längenwachstum und die Entwicklung im Kindesalter, sondern auch als Stoffwechselhormon im Erwachsenenalter eine wichtige Rolle. Inzwischen wurde eindeutig nachgewiesen, dass sich auch bei Erwachsenen mit Wachstumshormonmangel eine Somatropin-Therapie positiv auf viele Funktionen auswirkt (Knochenstabilität, Muskelkraft, Herz-Kreislauf-Funktion, allgemeine Vitalität). Bei einem nachgewiesenen Hormonmangel, der am Ende der Therapie eines Kindes bzw. Jugendlichen nochmals bestätigt wurde, ist eine Weiterführung der Behandlung auch im Erwachsenenalter möglich.

## Vorbeugung
Eine Vorbeugung gegen das Auftreten eines Somatropinmangels ist nicht möglich. Lediglich bei bekannter Beckenendlage könnte die Schwangerschaft durch einen Kaiserschnitt beendet werden, was einer Unterversorgung des Gehirns mit Sauerstoff vorbeugen kann.

## Heilungsaussicht
Eine Heilung des Hormonmangels ist nicht möglich, jedoch kann durch die rechtzeitige Behandlung mit Wachstumshormonen (das heißt, im besten Fall noch vor der Einschulung) eine Erwachsenengröße im durchschnittlichen Bereich und eine Normalisierung der Stoffwechselvorgänge erreicht werden.
Bei Nachweis eines Tumors als Ursache ist ein neurochirurgisches Vorgehen erforderlich.